# Masivaribeni
Masivaribeni, jedno od nestalih plemena iz skupine sjevernih Arawaka koje je u vrijeme konkviste živjelo uz rijeku Tebiare u Kolumbiji. Govoril isu istoimenim jezikom ili dijalektom. 